# Stephanie Gaumnitz
Stephanie Gaumnitz, geborene Pohl, (* 21. Oktober 1987 in Cottbus) ist eine ehemalige deutsche Radrennfahrerin, die in verschiedenen Radsport-Disziplinen erfolgreich war.

## Sportliche Laufbahn
2006 wurde Stephanie Pohl Zweite der deutschen Meisterschaft im Punktefahren. Im Jahr darauf belegte sie bei der Polen-Rundfahrt der Frauen Platz drei in der Gesamtwertung. 2008 wurde sie deutsche Vize-Meisterin im Querfeldeinrennen.
2010 wurde Stephanie Pohl Dritte der DM im Punktefahren; 2011 errang sie in Berlin die deutschen Meistertitel in der Einerverfolgung und im Punktefahren, nachdem sie wenige Wochen zuvor bei der Deutschen Bergmeisterschaft in Albstadt Platz drei belegt hatte. 2010 und 2011 entschied sie die Gesamtwertung der Rad-Bundesliga für sich.
Am 18. Februar 2015 wurde Pohl auf dem Vélodrome National im französischen Saint-Quentin-en-Yvelines als erste Deutsche Weltmeisterin im Punktefahren, nachdem sie in dieser Disziplin im Jahr zuvor schon Vizeweltmeisterin geworden war.
2016 wurde Stephanie Pohl für die Teilnahme an den Olympischen Spielen in Rio de Janeiro nominiert, wo sie gemeinsam mit Mieke Kröger, Charlotte Becker und Gudrun Stock Platz neun in der Mannschaftsverfolgung belegte. Sowohl 2016 wie 2017 errang Stephanie Pohl (seit 2017: Gaumnitz) mit ihrem Team Bronze im Mannschaftszeitfahren. Wenige Tage nach der Straßen-WM 2017 gab sie bekannt, dass dies ihr letztes Rennen gewesen sei und sie ihre Radsportlaufbahn beende.

## Diverses und Berufliches
2009 wurde Pohl Mutter einer Tochter. 2015 wurde sie Sportlerin des Jahres von Brandenburg, 2017 zur Sportlerin des Jahres von Cottbus.
Im Juli 2017 heiratete Stephanie Pohl ihren Trainer und Lebensgefährten Michael Gaumnitz; seither trägt sie dessen Familiennamen.
Zur Saison 2024 wurde sie gemeinsam mit Trixi Worrack Sportliche Leiterin des neu gegründeten Frauenteams von LKT Team Brandenburg.

## Erfolge

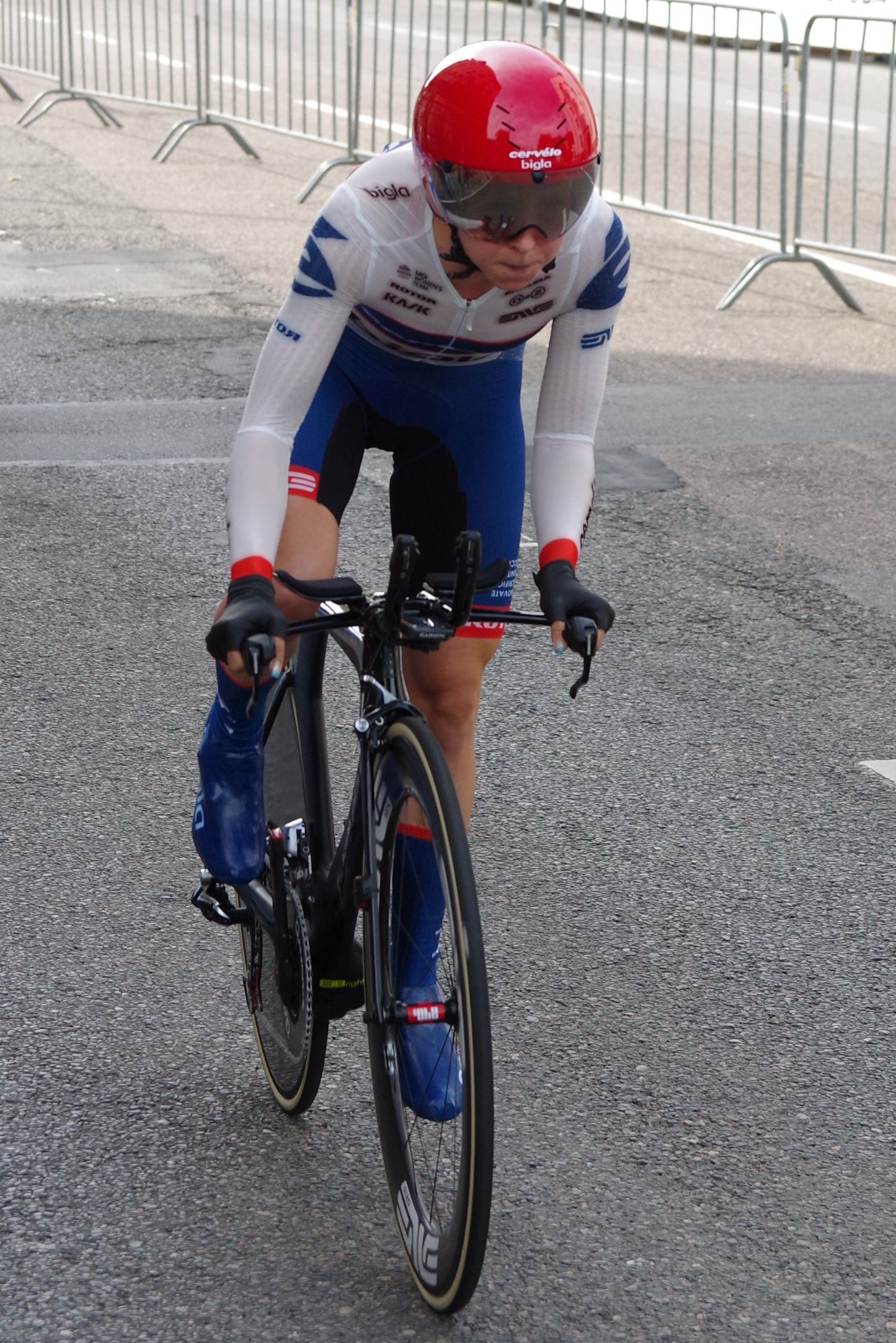
Pohl beim Einzelzeitfahren der Deutschen Straßenradmeisterschaften 2017

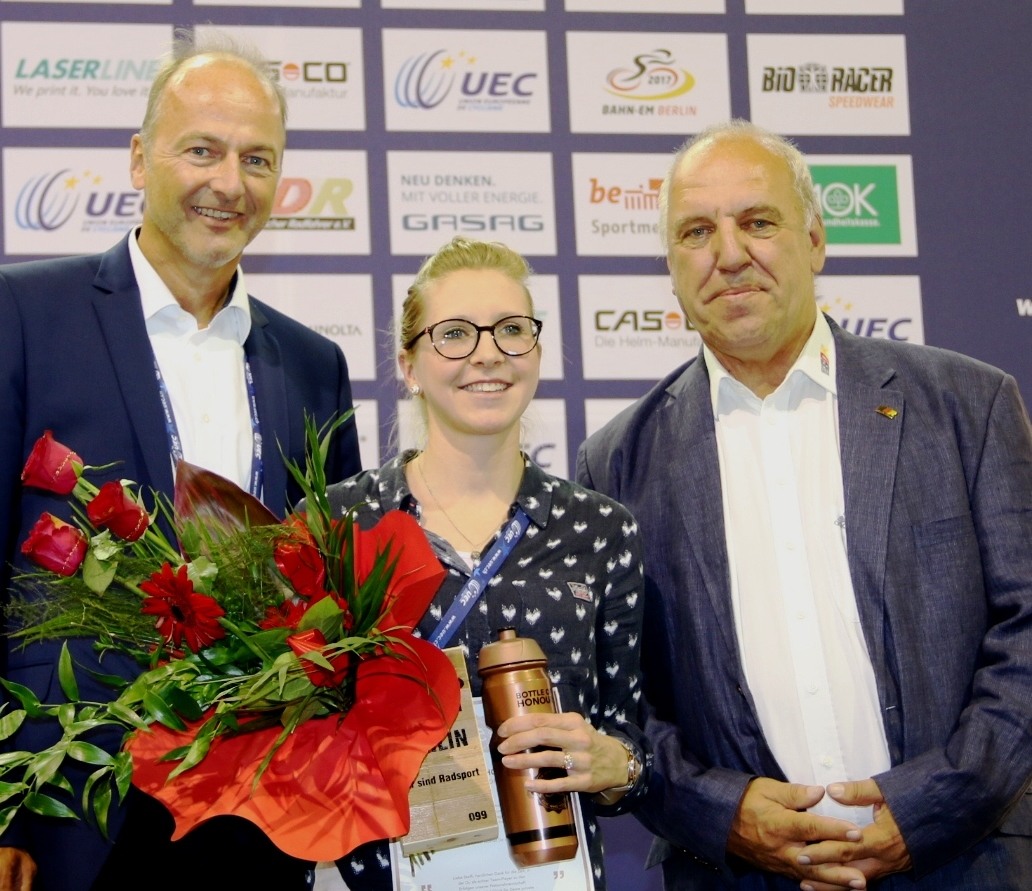
Stephanie Gaumnitz bei ihrer offiziellen Verabschiedung während der Bahn-EM 2017 in Berlin (l.: BDR-Generalsekretär Martin Wolf, r.: BDR-Vizepräsident Günter Schabel)

### Bahn
2011
- Deutsche Meisterin – Einerverfolgung, Punktefahren

2012
- Europameisterin – Punktefahren
- Deutsche Meisterin – Punktefahren

2013
- Bahnrad-Weltcup in Aguascalientes – Punktefahren, Mannschaftsverfolgung (mit Mieke Kröger, Tatjana Paller und Gudrun Stock)

2014
- Weltmeisterschaft – Punktefahren
- Deutsche Meisterin – Einerverfolgung, Punktefahren

2015
- Weltmeisterin – Punktefahren
- Europameisterschaft – Punktefahren

### Straße
2010
- eine Etappe Albstadt-Frauen-Etappenrennen

2016
- Weltmeisterschaft – Mannschaftszeitfahren (mit Ciara Horne, Lisa Klein, Lotta Lepistö, Ashleigh Moolman und Joëlle Numainville)

2017
- Berner Rundfahrt
- Weltmeisterschaft – Mannschaftszeitfahren

### Cyclocross
2007
- Vlaamse Druivencross

## Teams
- 2007 Team Getränke Hoffmann
- 2008 Brothers Bikes Team
- 2009 Equipe Nürnberger
- 2010 Equipe Noris Cycling
- 2011 Track-Team Brandenburg
- 2013 Futurumshop.nl
- 2016 Cervélo Bigla Pro Cycling Team
- 2017 Équipe Paule Ka